# حين اختفى النحل (رواية)
حين اختفى النحل أو ”تاريخ للنحلة“ (The History of Bees) كما ورد في العنوان الأصلي، بينما عُنونت في الترجمة العربية باسم حين اختفى النحل، وهي رواية خيالية مستقبَلية للكاتبة النرويجية مايا لوندي.
صدرت الرواية في النرويج عام 2015، ولاقت استحساناً كبيراً إبّان نشرها، وتصدّرت قائمة أكثر الكتب مبيعا، وحصلت على جائزة النرويج لاتحاد بائعي الكتب، قبل أن يقوم الأردني علاء الدين أبوزينة بنقلها للعربية عن «دار المنى».